# Listă de păianjeni din România
Lista speciilor din păianjeni din România:

## InfraordinulMygalomorphae

### Atypidae
- Atypus

1. Atypus affinis
2. Atypus muralis
3. Atypus piceus

### Nemesiidae
- Nemesia

1. Nemesia pannonica

## InfraordinulAraneomorphae

### Scytodidae
- Scytodes

1. Scytodes thoracica

### Pholcidae
- Holocnemus

1. Holocnemus pluchei

- Hoplopholcus

1. Hoplopholcus forskali (Thorell, 1871)

- Pholcus

1. Pholcus opilionoides (Schrank, 1781)
2. Pholcus phalangioides (Fuesslin, 1775)

- Spermophora

1. Spermophora senoculata (Dugès, 1836)

### Segestriidae
- Segestria

1. Segestria bavarica (Koch, 1843)
2. Segestria florentina (Rossi, 1790)
3. Segestria senoculata (Linnaeus, 1758)

### Dysderidae
- Dasumia

1. Dasumia canestrinii

- Dysdera

1. Dysdera crocata (C. L. Koch, 1838)
2. Dysdera erythrina
3. Dysdera dubrovninnii Deeleman-Reinhold 1988
4. Dysdera hungarica (Kulczynski 1897)
5. Dysdera longirostris
6. Dysdera ninnii
7. Dysdera taurica (D. westringiil) (Charitonov 1956)

- Dysderocrates

1. Dysderocrates egregius (Harpactocrates e.)

- Harpactea

1. Harpactea hombergi
2. Harpactea lepida
3. Harpactea rubicunda
4. Harpactea saeva (Harpactocrates s.)

### Mimetidae
- Ero

1. Ero aphana (Walckenaer, 1802)
2. Ero furcata
3. Ero tuberculata

- Mimetus

1. Mimetus laevigatus

### Eresidae
- Eresus

1. Eresus cinnaberinus (E. niger) (Olivier, 1789)

### Uloboridae
- Hyptiotes

1. Hyptiotes paradoxus

- Uloborus

1. Uloborus walckenaerius (Uptiotes w.)

### Nesticidae
- Carpathonesticus

1. Carpathonesticus avrigensis
2. Carpathonesticus balcescui Nesticus b.
3. Carpathonesticus biroi Nesticus b.
4. Carpathonesticus carpaticus (Nesticus c.)
5. Carpathonesticus cernensis (Nesticus c.)
6. Carpathonesficus cibiniensis (Nesticus c.)
7. Carpathonesticus constantinescui (Nesticus c.)
8. Carpathonesticus diaconui (Nesticus d.)
9. Carpathonesticus fodinarum (Nesticu.r.)
10. Carpathonesticus hungaricus (Nestiars k.)
11. Carpathonesticus ionescui (Nestiars i.)
12. Carpathonesticus lotriensis
13. Carpathonesticus orghidani (Nestiars o.)
14. Carpathonesticus paraavrigensis
15. Carpathonesticus plesai (Nestiars p.)
16. Carpathonesticus puteorum (Nestiars p.)
17. Carpathonesticus racovitzai (Nestiars r.)
18. Carpathonesticus simoni (Nestiars k.)
19. Carpathonesticus spelaeus (Nestiars s.)
20. Carpathonesticus wiehlei (Nestiars w.)
21. Nesticus cellulanuts (N. c. affinis)

### Theridiidae
- Achaearanea

1. Achaearanea lunata (A. formosum)
2. Achaearanea riparia (T. saxatile)
3. Achaearanea simulans (Theridion s.)
4. Achaearanea tabulata (Levi,1980)
5. Achaearanea tepidariorum

- Anelosimus

1. Anelosimus pulchellus (Theridion p.)
2. Anelosimus vittatus (Theridion v.)

- Crustulina

1. Crustulina guttata

- Dipoena

1. Dipoena braccata
2. Dipoena convexa
3. Dipoena coracina
4. Dipoena erythropus
5. Dipoena inornata
6. Dipoena melanogaster
7. Dipoena nigroreticulata
8. Dipoena torva

- Enoplognatha

1. Enoplognatha afrodite
2. Enoplognatha latimana
3. Enoplognatha mordax (E. maritima)
4. Enoplognatha oelandica (E. corollata)
5. Enoplognatha ovata (E. lineata, T. redimitum)
6. Enoplognatha tecta (E. caricis)
7. Enoplognatha thoracica

- Episinus

1. Episinus angulatus
2. Episinus truncatus

- Euryopis

1. Euryopis dentigera
2. Euryopis flavomaculata
3. Euryopis orsovensis (Kulczynski, 1894)

- Lasaeola

1. Lasaeola tristis (Hahn, 1833)

- Latrodectus

1. Latrodectus tredecimguttatus (Rossi, 1790)

- Paidiscura

1. Paidiscura pallens (Blackwall, 1834)

- Pholcomma

1. Pholcomma gibbum (Westring, 1851)

- Robertus

1. Robertus arundineti (0.P.-Cambridge, 1871)
2. Robertus frivaldszkyi (Chyzer, 1894)
3. Robertus heydemanni (Wiehle, 1965)
4. Robertiis lividus (Blackwall, 1836)
5. Robertus neglectus (0.P.-Cambridge, 1871)
6. Robertus scoticus (Jackson, 1914)
7. Robertus truncorum (L.Koch, 1872)

- Rugathodes

1. Rugathodes instabilis (Enoplognatha i.) (0.P.-Cambridge, 1871)

- Steatoda

1. Steatoda albomaculata (Lithyphatites a.) (De Geer, 1778)
2. Steatoda bipunctata (Linnaeus, 1758)
3. Steatoda castanea (Clerck, 1757)
4. Steatoda grossa (C.L.Koch, 1838)
5. Steatoda paykulliana (Walckenaer, 1806)
6. Steatoda phalerata (Panzer, 1801)
7. Steatoda triangulosa (Walckenaer, 1802)

- Theridion

1. Theridion betteni Wiehle, 1960
2. Theridion bimaculatum (Linnaeus, 1767)
3. Theridion blackwalli (0.P.-Cambridge, 1871)
4. Theridion boesenbergi (Strand, 1904)
5. Theridion cornutum (Drensky, 1917)
6. Theridion.familiare (0.P.-Cambridge, 1871)
7. Theridion henzerobiirm (Simon, 1914)
8. Theridion impressum (L.Koch, 1881)
9. Theridion melanurum (Hahn, 1831)
10. Theridion mystaceum (L.Koch, 1870)
11. Theridion nigrovariegatum (Simon, 1873)
12. Theridion ohlerti (Thorell, 1870)
13. Theridion petraeum (?) L.Koch, 1872)
14. Theridion pictum (Walckenaer, 1802)
15. Theridion pinastri (L.Koch, 1872)
16. Theridion simile (C.L.Koch, 1836)
17. Theridion sisyphium (Clerck, 1757)
18. Theridion suaveolens (Simon, 1879)
19. Theridion tinctum (Walckenaer, 1802)
20. Theridion varians (Hahn, 1833)

### Mysmenidae
- Mysmenella

1. Mysmenella jobi (Kraus, 1967)

### Linyphiidae
- Abacoproeces

1. Abacoproeces saltuum (L.Koch, 1872)

- Acartauchenius

1. Acartauchenius scurrilis (0.P.-Cambridge, 1872)

- Agyneta'

1. Agyneta arietans (0.P.-Cambridge, 1872)
2. Agyneta cauta (0.P.-Cambridge,  1902)
3. Agyneta conigera (0.P.-Cambridge, 1863)
4. Agyneta ramosa (Jackson, 1912)
5. Agyneta subtilis (0.P.-Cambridge, 1863)

- Anguliphantes

1. Anguliphantes angulipalpis (Westring, 1851)
2. Anguliphantes monticola (Kulczynski, 1882)
3. Anguliphantes silli (Weiss, 1987)

- Araeoncus

1. Araeoncus anguineus (L.Koch, 1869)
2. Araeoncus crassiceps (Westring, 1861)
3. Araeoncus humilis (Blackwall, 1841)

- Asthenargus

1. Asthenargus bracianus (Miller, 1938)
2. Asthenargus carpaticus (Weiss, 1998)
3. Asthenargus paganus (Simon, 1884) (?)

- Bathyphantes

1. Bathyphantes approximatus (0.P.-Cambridge, 1871)
2. Bathyphantes gracilis (Blackwall, 1841)
3. Bathyphantes nigrinus (Westring, 1851)
4. Bathyphantes setiger (0.P.-Cambridge, 1894)
5. Bathypharites similis (Kulczynski, 1894) (?)

- Bolyphantes

1. Bolyphantes alticeps (Sundevall, 1832)
2. Bolyphantes luteolus (Blackwall, 1833) (?)

- Caracladus

1. Caracladus avicula (L.Koch, 1869) (?)

- Caviphantes

1. Caviphantes dobrogicus (Dumitrescu & Miller, 1962)

- Centromerita

1. Centromerita bicolor (Blackwall, 1833)
2. Centromerita concinna (Thorell, 1875) (?)

- Centromerus

1. Centromerus aequalis (Westring, 1851)
2. Centromerus albidus (Simon, 1929)
3. Centromerus andriescui (Weiss, 1987)
4. Centromerus arcanus (0.P.-Cambridge, 1873)
5. Centromerus cavernarum (L.Koch, 1872)
6. Centromerus chappuisi (Fage, 1931)
7. Centromerus crinitus (Rosca, 1935)
8. Centromerus dacicus (Dumitrescu & Georgescu, 1980)
9. Centromerus dilutus (0.P.-Cambridge, 1875) (?)
10. Centromerus drescoi (Denis, 1952)
11. Centromerus gentilis (Dumitrescu & Georgescu, 1980)
12. Centromerus incilium (L.Koch, 1881)
13. Centromerus pabulator (0.P.-Cambridge, 1875)
14. Centromerus sellarius (Simon, 1884)
15. Centromerus serratus (0.P.-Cambridge, 1875)
16. Centromerus silvicola (Kulczynski, 1887)
17. Centromerus sylvaticus (Blackwall, 1841)
18. Centromerus timidus (Simon, 1884) (?)
19. Centromerus unctus (L. Koch, 1870) (?)

- Ceratinella

1. Ceratinella brevipes (Westring, 1851)
2. Ceratinella brevis (Wider, 1834)
3. Ceratinella major (Kulczynski, 1894)
4. Ceratinella marcui (Rosca, 1931) (?)
5. Ceratinella scabrosa (0.P.-Cambridge, 1871)

- Ceratinopsis

1. Ceratinopsis romana (0.P.-Cambridge, 1872)
2. Ceratinopsis stativa (Simon, 1881)

- Cresmatoneta

1. Cresmatoneta mutinensis (Canestrini, 1868)

- Collinsia distincta

1. Collinsia distincta (Simon, 1884)

Dactylopisthes
1. Dactylopisthes digiticeps (Simon, 1891)
2. Dactylopisthes mirtfica (Georgescu, 1976)

- Dicymbium

1. Dicymbium brevisetosum (Locket, 1962)
2. Dicymbium nigrum (Blackwall, 1834)
3. Dicymbiunl tibiale (Blackwail, 1836)

- Didectoprocnemis

1. Didectoprocnemis cirtensis (Simon, 1884) (?)

- Diplocephalus

1. Diplocephalus alpinus (0.P.-Cambridge, 1872)
2. Diplocephalus connatus (Bertkau, 1889) (?)
3. Diplocephalus crassiloba (Simon, 1884)
4. Diplocephalus cristatus (Blackwall, 1833)
5. Diplocephalus helleri (L.Koch, 1869)
6. Diplocephalus latijirons (0.P.-Cambridge, 1863)
7. Diplocephalus permixtus (0.P.-Cambridge, 1871)
8. Diplocephalus picinus (Blackwall, 1841)

- Diplostyla

1. Diplostyla concolor (Wider, 1834)

- Dismodicus

1. Dismodicus bijirons (Blackwall, 1841)
2. Dismodicus elevatus (C.L.Koch, 1838)

- Donacochara

1. Donacochara speciosa (Thorell, 1875)

- Drapetisca

1. Drapetisca socialis (Sundevall, 1832)

- Entelecara

1. Entelecara acuminata (Wider, 1834)
2. Entelecara congenera (0.P.-Cambridge, 1879)
3. Entelecara  erythropus (Westring, 1851)
4. Entelecara media (Kulczynski,  1887)

- Erigone

1. Erigone atra (Blackwall, 1841)
2. Erigone dentipalpis (Wider, 1834)
3. Erigone dumitrescui (Georgescu, 1969)
4. Erigone jaegeri (Baehr, 1984)
5. Erigone longipalpis (Sundevall, 1830)
6. Erigone remota (L.Koch, 1869)
7. Erigone tirolensis (L.Koch,  1872) (?)

- Erigonella

1. Erigonella hiemalis (Blackwall, 1841)
2. Erigonella ignobilis (0.P.-Cambridge, 1871) (?)

- Erigonoplus

1. Erigonoplus globipes (L.Koch, 1872)

- Evansia

1. Evansia merens (0.P.-Cambridge, 1900) (?)

- Floronia

1. Floronia bucculenta (Clerck, 1757)

- Frontinellina

1. Frontinellina frutetontm (C.L.Koch, 1834)

- Gnathonarium

1. Gnathonarium dentatum (Wider, 1834)

- Gonatium

1. Gonatium hilare (Thorell, 1875)
2. Gonatium orientale (Fage, 1931)
3. Gonatium paradoxum (L.Koch, 1869)
4. Gonatium rubellurn (Blackwall, 1841)
5. Gonatium rubens (Blackwall, 1833) (?)

- Gongylidiellum

1. Gongylidiellum crassipes (Denis,  1952)  (?)
2. Gongylidiellum latebricola (0.P.-Cambridge, 1871)
3. Gongylidiellum murcidum (Simon, 1884)
4. Gongylidiellum vivum (0. P.-Cambridge, 1885)

- Gongylidium

1. Gongylidium rufipes (Sundevall, 1829)

- Helophora

1. Helophora insignis (Blackwall, 1841)

- Hylyphantes

1. Hylyphantes graminicola (Sundevall, 1829) (?)
2. Hylyphantes nigritus (Simon, 1881)

- Hypomma

1. Hypomma bituberculatum (Wider, 1834)
2. Hypomma cornutum (Blackwall, 1833)
3. Hypomma fulvum (Bosenberg, 1902)

- Hypsocephalus

1. Hypsocephalus dahli (Lessert, 1909)

- Improphantes

1. Improphantes decolor (Westring, 1862) (?)
2. Improphantes nitidus (Thorell, 1875) (?)

- Kaestneria

1. Kaestneria dorsalis (Wider, 1834)
2. Kaestneria pullata (0.P.-Cambridge, 1863) (?)
3. Kaestneria torrentum (Kulczynski, 1881)

- Labulla

1. Labulla thoracica (Wider, 1834)

- Lepthyphantes

1. Lepthyphantes alutacius (Simon, 1884)
2. Lepthyphantes annulatus (Kulczynski, 1881)
3. Lepthyphantes bureschi carpathicus (Dumitrescu, 1969)
4. Lepthyphantes byzantinus (Fage, 1931)
5. Lepthyphantes centromeroides (Kulczynski, 1914)
6. Lepthyphantes collinus (L.Koch, 1872)
7. Lepthyphantes constantinescui (Georgescu, 1989)
8. Lepthyphantes crucifer (Menge, 1867)
9. Lepthyphantes encaustus (Becker, 1879) (?)
10. Lepthyphantes expunctus (0.P.-Cambridge, 1875)
11. Lepthyphantes ictericus (Thorell, 1875) (?)
12. Lepthyphantes istrianus (Kulczynski, 1914)
13. Lepthyphantes keyserlingi (Ausserer, 1867)
14. Lepthyphantes leprosus (Ohlert, 1865)
15. Lepthyphantes ligulifer (Denis, 1952
16. Lepthyphantes minutus (Blackwall, 1833)
17. Lepthyphantes miser (0.P.-Cambridge, 1882) (?)
18. Lepthyphantes montanus (Kulczynski, 1898) (?)
19. Lepthyphantes mughi (Fickert, 1875)
20. Lepthyphantes nanus (Kulczynski, 1898) (?)
21. Lepthyphantes nodifer (Simon, 1884)
22. Lepthyphantes notabilis (Kulczynski, 1887)
23. Lepthyphantes obscurus (Blackwall, 1841) (?)
24. Lepthyphantes occidentalis (Machado, 1949)
25. Lepthyphantes omega (Denis, 1952)
26. Lepthyphantes pallidus (0.P.-Cambridge, 1871)
27. Lepthyphantes pillichi (Kulczynski, 1915)
28. Lepthyphantes quadrimaculatus (Kulczynski, 1898)

- Leptorhoptrum

1. Leptorhoptrum robustum (Westring, 1851)

- Leptothrix

1. Leptothrix hardyi (Blackwall, 1850)

- Lessertinella

1. Lessertinella carpatica (Weiss, 1979)

- Linyphia

1. Linyphia hortensis (Sundevall, 1829)
2. Linyphia triangularis (Clerck, 1757)
3. Linyphia triumphalis (Denis,  1952)

- Lophomma

1. Lophomma punctatum (Blackwall, 1841) (?)

- Macrargus

1. Macrargus carpenteri (0.P.-Cambridge, 1894) (?)
2. Macrargus rufus (Wider, 1834)

- Mansuphantes

1. Mansuphantes arciger (Kulczynski, 1882)
2. Mansuphantes fragilis (Thorell, 1875) (?)
3. Mansuphantes mansuetus (Thorell, 1875)
4. Mansuphantes simoni (Kulczynski, 1894) (?)

- Maso

1. Maso gallicus (Simon, 1894)
2. Maso sundevalli (Westring, 1851)

- Megalepthyphantes

1. Megalepthyphantes nebulosus (Sundevall, 1830)

- Meioneta

1. Meioneta aflnis (0.P.-Cambridge, 1906) (?)
2. Meioneta fuscipalpis (C.L.Koch, 1836)
3. Meioneta gulosa (L.Koch, 1869)
4. Meioneta milleri (Thaler, Buchar & Kurka, 1997)
5. Meioneta mollis (0.P.-Cambridge, 1871)
6. Meioneta rurestris (C.L.Koch, 1836)
7. Meioneta saxatilis (Blackwall, 1844)
8. Meioneta simplicitarsis (Simon, 1884)

- Metopobactrus

1. Metopobactrus ascitus (Kulczynski, 1894)
2. Metopobactrus prominulus (0.P.-Cambridge, 1872)
3. Metopobactrus rayi (Simon, 1881)

- Micrargus

1. Micrargus apertus (0.P.-Cambridge, 1870)
2. Micrargus carpaticus (Georgescu, 1971)
3. Micrargus georgescuae (Millidge, 1975)
4. Micrargus herbigradus (Blackwall, 1854)
5. Micrargus laudatus (0.P.-Cambridge, 1881)
6. Micrargus subaequalis (Westring, 1851)

- Microctenonyx

1. Microctenonyx subitaneus (0.P.-Cambridge, 1875)

- Microlinyphia

1. Microlinyphia impigra (0.P.-Cambridge, 1871)
2. Microlinyphia pusilla (Sundevall, 1829)

- Microneta

1. Microneta viaria (Blackwall, 1841)

- Midia

1. Midia midas (Simon, 1884)

- Minicia

1. Minicia marginella (Wider, 1834)

- Minyriolus

1. Minyriolus pusillus (Wider, 1834)

- Moebelia

1. Moebelia penicillata (Westring, 1851)

- Nematogmus

1. Nematogmus sanguinolentus (Walckenaer, 1841)

- Neriene

1. Neriene clathrata (Sundevall, 1829)
2. Neriene emphana (Walckenaer, 1841)
3. Neriene furtiva (0.P.-Cambridge, 1870)
4. Neriene montana (Clerck, 1757)
5. Neriene peltata (Wider, 1834)
6. Neriene radiata (Walckenaer, 1841)

- Oedothorax

1. Oedothorax agrestis (Blackwall, 1853)
2. Oedothorax apicatus (Blackwall, 1850)
3. Oedothorax fuscus <small>(Blackwall, 1834)
4. Oedothorax gibbifer (Kulczynski, 1882)
5. Oedothorax gibbosus (Blackwall, 1841)
6. Oedothorax retusus (Westring, 1851)

- Oreonetides

1. Oreonetides vaginatus (Thorell, 1872)

- Ostearius

1. Ostearius melanopygius (0.P.-Cambridge, 1879)

- Panamomops

1. Panamomops inconspicuus (Miller & Valesova, 1964)
2. Panamomops mengei (Simon, 1926)
3. Panamomops sulcijirons (Wider, 1834)

- Parapelecopsis

1. Parapelecopsis mediocris (Kulczynski, 1899) (?)
2. Parapelecopsis nemoralis (Blackwall, 1841) (?)

- Pelecopsis

1. Pelecopsis elongata (Wider, 1834)
2. Pelecopsis margaretae (Georgescu, 1975)
3. Pelecopsis mengei (Simon, 1884)
4. Pelecopsis parallela (Wider, 1834) (?)
5. Pelecopsis radicicola (L.Koch, 1875)
6. Pelecopsis robusta (Weiss, 1987)

- Peponocranium

1. Peponocranium ludicrum (0.P.-Cambridge, 1861) (?)
2. Peponocranium praeceps (Miller, 1943)

- Pityohyphantes

1. Pityohyphantes phrygianus (C.L.Koch, 1836)

- Pocadicnemis

1. Pocadicnemis carpatica (Chyzer, 1894)
2. Pocadicnemis juncea (Locket & Millidge, 1953)
3. Pocadicnemis pumila (Blackwall, 1841)

- Poeciloneta

1. Poeciloneta variegata (Blackwall, 1841)

- Porrhomma

1. Porrhomma campbelli (F.0.P.-Cambridge, 1894)
2. Porrhomma convexum (Westring, 1851)
3. Porrhomma egeria (Simon, 1884)
4. Porrhomma errans (Blackwall, 1841) (?)
5. Porrhomma microphthalmum (0.P.-Cambridge, 1871)
6. Porrhomma microps (Roewer, 1931)
7. Porrhomma montanum (Jackson, 1913)
8. Porrhomma oblitum (0.P.-Cambridge, 1870)
9. Porrhomma pallidum (Jackson, 1913)
10. Porrhomma profundum (Dahl, 1939)
11. Porrhomma pygmaeum (Blackwall, 1834)

- Prinerigone

1. Prinerigone vagans (Audouin, 1826)

- Saaristoa

1. Saaristoa abnormis (Blackwall, 1841) (?)
2. Saaristoa firma (0.P.-Cambridge, 1901)

- Saloca

1. Saloca diceros (0.P.-Cambridge, 1871)
2. Saloca kulczynskii (Miller & Kratochvil, 1939)

- Savignia

1. Savignia frontata (Blackwall, 1833) (?)

- Scotinotylus

1. Scotinotylus antennatus (0.P.-Cambridge, 1875)

- Silometopus

1. Silometopus incurvatus (0.P.-Cambridge, 1873)
2. Silometopus reussi (Thorell, 1871)

- Sintula

1. Sintula corniger (Blackwall, 1856)
2. Sintula spiniger (Balogh, 1935)

- Stemonyphantes

1. Stemonyphantes lineatus (Linnaeus, 1758)

- Syedra

1. Syedra gracilis (Menge, 1866)
2. Syedra myrmicarum (Kulczynski, 1883)

- Tallusia

1. Tallusia experta (0.P.-Cambridge, 1871)

- Tapinocyba

1. Tapinocyba aflnis (Lessert, 1907)
2. Tapinocyba biscissa (0.P.-Cambridge, 1873)
3. Tapinocyba insecta (L.Koch,  1869)
4. Tapinocyba pallens (0.P.-Cambridge, 1872)
5. Tapinocyba silvestris (Georgescu, 1973)

- Tapinocyboides

1. Tapinocyboides pygmaeus (Menge, 1869)

- Tapinopa

1. Tapinopa longidens (Wider, 1834)

- Taranucnus

1. Taranucnus bihari (Fage, 1931)

- Tenuiphantes

1. Tenuiphantes alacris (Blackwall, 1853)
2. Tenuiphantes cristatus (Menge, 1866)
3. Tenuiphantes flavipes (Blackwall. 1854)
4. Tenuiphantes floriarta (Van Helsdingen, 1977)
5. Tenuiphantes fogarasensis (Weiss, 1986)
6. Tenuiphantes mengei (Kulczynski, 1887)
7. Tenuiphantes retezaticus (Ruzicka, 1985)
8. Tenuiphantes tenebricola (Wider, 1834)
9. Tenuiphantes tenuis (Blackwall, 1852)
10. Tenuiphantes zimmermanni (Bertkau, 1890)

- Theonina

1. Theonina cornix (Simon, 1881) (?)
2. Theonina kratochvili (Miller & Weiss, 1979)

- Thyreosthenius

1. Thyreosthenius parasiticus (Westring, 1851)

- Tiso

1. Tiso aestivus (L.Koch, 1872) (?)
2. Tiso vagans (Blackwall, 1834)

- Trematocephalus

1. Trematocephalus cristatus (Wider, 1834) (?)

- Trichoncoides

1. Trichoncoides piscator (Simon, 1884)

- Trichoncus

1. Trichoncus afinis (Kulczynski, 1894)
2. Trichoncus auritus (L. Koch, 1869)
3. Trichoncus hackmani (Millidge, 1955)
4. Trichoncus saxicola (0.P.-Cambridge, 1861) (?)
5. Trichoncus simoni (Lessert, 1904)
6. Trichoncus vasconicus (Denis, 1944)

- Trichopterna

1. Trichopterna cito (0.P.-Cambridge, 1872)

- Troglohyphantes

1. Troglohyphantes herculanus (Kulczynski, 1894)
2. Troglohyphantes jeanneli (Dumitrescu & Georgescu, 1969)
3. Troglohyphantes kulczynskii (Fage, 1931)
4. Troglohyphantes orghidani (Dumitrescu & Georg., 1977)
5. Troglohyphantes racovitzai (Dumitrescu, 1969)

- Troxochrota

1. Troxochrota scabra (Kulczynski, 1894) (?)

- Troxochrus

1. Troxochrus nasutus (Schenkel, 1947)
2. Troxochrus scabriculus (Westring, 1851)

- Walckenaeria

1. Walckenaeria acuminata (Blackwall, 1833)
2. Walckenaeria alticeps (Denis, 1952)
3. Walckenaeria antica (Wider, 1834)
4. Walckenaeria atrotibialis (0.P.-Cambridge,  1878)
5. Walckenaeria capito (Westring, 1861)
6. Walckenaeria corniculans (0.P.-Cambridge, 1875)
7. Walckenaeria cucullata (C.L.Koch, 1836)
8. Walckenaeria cuspidata (Blackwall, 1833)
9. Walckenaeria dysderoides (Wider, 1834)
10. Walckenaeria furcillata (Menge, 1869)
11. Walckenaeria fusca (Rosca, 1935)
12. Walckenaeria kochi (0.P.-Cambrjdge, 1872)
13. Walckenaeria mitrata (Menge, 1868)
14. Walckenaeria monoceros (Wider, 1834)
15. Walckenaeria nudipalpis (Westring, 1851)
16. Walckenaeria obtusa (Blackwall, 1836)
17. Walckenaeria simplex (Chyzer, 1894)
18. Walckenaeria vigilax (Blackwall, 1853)

### Tetragnathidae
- Meta

1. Meta bourneti (Simon, 1922)
2. Meta menardi (Latreille, 1804)

- Metellina

1. Metellina mengei (Blackwall, 1869)
2. Metellina merianae (Scopoli, 1763)
3. Metellina segmentata (Clerck, 1757)

- Pachygnatha

1. Pachygnatha clercki (Sundevall, 1823)
2. Pachygnatha degeeri (Sundevall, 1830)
3. Pachygnatha listeri (Sundevall, 1830)

- Tetragnatha

1. Tetragnatha dearmata (Thorell, 1873)
2. Tetragnatha extensa (Linnaeus, 1758)
3. Tetragnatha montana (Simon, 1874)
4. Tetragnatha nigrita (Lendl, 1886)
5. Tetragnatha obtusa (C.L.Koch, 1837)
6. Tetragnatha pinicola (L.Koch, 1870)
7. Tetragnatha reimoseri (Rosca, 1939)
8. Tetragnatha shoshone (Levi, 1981)
9. Tetragnatha striata (L.Koch, 1862)

- Zygiella

1. Zygiella atrica (C.L.Koch, 1845)
2. Zygiella montana (C.L.Koch, 1834)
3. Zygiella stroemi (Thorell, 1870)
4. Zygiella thorelli (Ausserer, 1871)
5. Zygiella x-notata (Clerck, 1757)

### Araneidae
- Aculepeira

1. Aculepeira armida (Audouin, 1825)
2. Aculepeira ceropegia (Walckenaer, 1802)

- Agalenatea

1. Agalenatea redii (Scopoli, 1763)

- Araneus

1. Araneus alsine (Walckenaer, 1802)
2. Araneus angulatus (Clerck, 1757)
3. Araneus circe (Audouin, 1825)
4. Araneus diadematus (Clerck, 1757)
5. Araneus grossus (C.L.Koch, 1844)
6. Araneus marmoreus (Clerck, 1757)
7. Araneus nordmanni (Thorell, 1870)
8. Araneus quadratus (Clerck, 1758)
9. Araneus saevus (L.Koch, 1872) (?)
10. Araneus sturmi (Hahn, 1831)
11. Araneus triguttatus (Fabricius, 1775)

- Araniella

1. Araniella alpica (L.Koch, 1869)
2. Araniella cucurbitina (Clerck, 1757)
3. Araniella displicata (Hentz, 1847)
4. Araniella inconspicua (Simon, 1874)
5. Araniella opistographa (Kulczynski, 1905)

- Argiope

1. Argiope bruennichi (Scopoli, 1772)
2. Argiope lobata (Pallas, 1772)

- Cercidia

1. Cercidia prominens (Westring, 1851)
2. Cyclosa conica (Pallas, 1772)
3. Cyclosa oculata (Walckenaer, 1802)

- Gibbaranea

1. Gibbaranea bituberculata (Walckenaer, 1802)
2. Gibbaranea gibbosa (Walckenaer, 1802)
3. Gibbaranea omoeda (Thorell, 1870)

- Hypsosinga

1. Hypsosinga albovittata (Westring, 1851)
2. Hypsosinga heri (Hahn, 1831)
3. Hypsosinga pygmaea (Sundevall, 1831)
4. Hypsosinga sanguinea (C.L.Koch, 1844)

- Larinioides

1. Larinioides cornutus (Clerck, 1757)
2. Larinioides folium (Schrank, 1803)
3. Larinioides ixobolus (Thorell, 1 873)
4. Larinioides patagiatus (Clerck, 1757)
5. Larinioides sclopetarius (Clerck, 1757)

- Mangora'

1. Mangora acalypha (Walckenaer, 1802)

- Neoscona

1. Neoscona adianta (Walckenaer, 1802)
2. Neoscona subfusca (C.L.Koch, 1837)

- Nuctenea

1. Nuctenea umbratica (Clerck, 1757)

- Singa

1. Singa hamata (Clerck, 1757)
2. Singa lucina (Audouin, 1827)
3. Singa nitidula (C.L.Koch, 1845)

- Zilla

1. Zilla diodia (Walckenaer, 1802)

### Lycosidae
- Acantholycosa

1. Acantholycosa lignaria (Clerck, 1757)
2. Acantholycosa noivegica sudetica (Thorell, 1875) (?)

- Alopecosa

1. Alopecosa accentuata (Latreille, 18 17)
2. Alopecosa aculeata (Clerck, 1757)
3. Alopecosa albofasciata (Bnille, 1832)
4. Alopecosa cuneata (Clerck, 1757)
5. Alopecosa cursor (Hahn, 1831)
6. Alopecosa fabrilis (Clerck, 1757)
7. Alopecosa inquilina (Clerck, 1757)
8. Alopecosa mariae (Dahl, 1908)
9. Alopecosa pinetorum (Thorell, 1856)
10. Alopecosa pulverulenta (Clerck, 1757)
11. Alopecosa schmidti (Hahn, 1835)
12. Alopecosa solitaria (Hermann, 1876)
13. Alopecosa strandi (Rosca, 1936)
14. Alopecosa striatipes (C.L.Koch, 1837)
15. Alopecosa sulzeri (Pavesi, 1873)
16. Alopecosa taeniata (C.L.Koch, 1835)
17. Alopecosa taeniopus (Kulczynski, 1895)
18. Alopecosa trabalis (Clerck, 1757)

- Arctosa

1. Arctosa alpigena lamperti (Dahl, 1908)
2. Arctosa cinerea (Fabricius, 1777)
3. Arctosa fugurata (Simon, 1876)
4. Arctosa leopardus (Sundevall, 1833)
5. Arctosa lutetiana (Simon, 1876)
6. Arctosa maculata (Hahn, 1822)
7. Arctosa perita (Latreille, 1799)
8. Arctosa stigmosa (Thorell, 1875)
9. Arctosa variana (C.L. Koch, 1847)

- Aulonia

1. Aulonia albimana (Walckenaer, 1805)

- Hogna

1. Hogna radiata (Latreille, 1817)

- Hygrolycosa

1. Hygrolycosa rubrofasciata (Ohlert, 1865)

- Lycosa'

1. Lycosa singoriensis (Laxmann, 1770)
2. Lycosa vultuosa (C.L. Koch 1 838)

- Pardosa

1. Pardosa agrestis (Westring, 1861)
2. Pardosa agricola (Thorell, 1856)
3. Pardosa alacris (C.L.Koch, 1833)
4. Pardosa albatula (Roewer, 1951)
5. Pardosa amentata (Clerck, 1757)
6. Pardosa baehrorum (Kronestedt, 1999)
7. Pardosa bifasciata (C.L.Koch, 1834)
8. Pardosa blanda (C.L.Koch, 1834)
9. Pardosa cincta (Kulczynski, 1887)
10. Pardosa cribrata roscai (Roewer, 1951)
11. Pardosa ferrugiiiea (L.Koch, 1870)
12. Pardosa hortensis (Thorell, 1872)
13. Pardosa luctinosa (Simon, 1876)
14. Pardosa lugubris (Walckenaer, 1802)
15. Pardosa mixta (Kulczynski, 1887)
16. Pardosa monticola (Clerck, 1757)
17. Pardosa morosa (L.Koch, 1870)
18. Pardosa nebulosa (Thorell, 1872)
19. Pardosa nigra (C.L.Koch, 1834)
20. Pardosa nigriceps (Thorell, 1856)
21. Pardosa paludicola (Clerck, 1757)
22. Pardosa palustris (Linnaeus, 1758)
23. Pardosa prativaga (L.Koch, 1870)
24. Pardosa proxima (C.L.Koch, 1847)
25. Pardosa pullata (Clerck, 1757)
26. Pardosa riparia (C.L.Koch, 1833)
27. Pardosa saltuaria (L. Koch, 1870)
28. Pardosa schenkeli (Lessert, 1904)  (?)
29. Pardosa sordidata (Thorell, 1875)
30. Pardosa sphagnicola (Dahl, 1908)
31. Pardosa tasevi (Buchar, 1963)]]
32. Pardosa vittata (Keyserling, 1863)
33. Pardosa wagleri (Hahn, 1822)

- Pirata

1. Pirata hygrophilus (Thorell, 1872)
2. Pirata insularis (Emerton, 1885)
3. Pirata knorri (Scopoli, 1763)
4. Pirata latitans (Blackwall, 1841)
5. Pirata piraticus (Clerck, 1757)
6. Pirata piscatorius (Clerck, 1757)
7. Pirata tenuitarsis (Simon, 1876)
8. Pirata uliginosus (Thorell, 1856)

- Trochosa

1. Trochosa hispanica (Simon, 1870)
2. Trochosa robusta (Simon, 1876)
3. Trochosa ruricola (De Geer, 1778)
4. Trochosa spinipalpis F.0.P.-Cambridge, 1895)
5. Trochosa terricola (Thorell, 1856)
6. Xerolycosa miniata (C.L.Koch, 1834)
7. Xerolycosa nemoralis (Westring, 1861)

### Pisauridae
- Dolomedes

1. Dolomedes fimbriatus (Clerck, 1757)
2. Dolomedes plantarius (Clerck, 1757)

- Pisaura

1. Pisaura mirabilis (Clerck, 1757)

### Oxyopidae
- Oxyopes

1. Oxyopes heterophthalmus (Latreille, 1804)
2. Oxyopes lineatus (Latreille, 1806)
3. Oxyopes nigripalpis (Kulczynski, 1891)
4. Oxyopes ramosus  (Panzer, 1804)

### Agelenidae
- Agelena

1. Agelena gracilens (C.L.Koch, 1841)
2. Agelena labyrinthica (Clerck, 1757)

- Histopona

1. Histopona laeta (Kulczynski, 1897)
2. Histopona luxurians (Kulczynski, 1897)
3. Histopona sinuata (Kulczynski, 1897)
4. Histopona torpida (C.L.Koch, 1834)

- Tegenaria

1. Tegenaria agrestis Walckenaer, 1802)
2. Tegenaria atrica (C.L.Koch, 1843)
3. Tegenaria campestris (C.L.Koch, 1834)
4. Tegenaria domestics (Clerck, 1757)
5. Tegenariaferruginea (Panzer, 1804)
6. Tegenaria pagana (C.L.Koch, 1841)
7. Tegenaria parietina (Fourcroy, 1785)
8. Tegenaria picta (Simon, 1870)
9. Tegenaria silvestris (L.Koch, 1872)
10. Tegenaria velox (Chyzer, 1897)

- Textrix

1. Textrix denticulata (Olivier, 1789)

### Cybaeidae
- Argyroneta

1. Argyroneta aquatica (Clerck, 1757)

- Cybaeus

1. Cybaeus angustiarum (L . Koch, 1868)
2. Cybaeus minor (Chyzer, 1897)

### Hahniidae
- Antistea

1. Antistea elegans (Blackwall, 1841)

- Ctyphoeca

1. Ctyphoeca carpathica (Herman, 1879)
2. Cryphoeca silvicola (C.L.Koch, 1834)

- Hahnia

1. Hahnia caeca (Georgescu & Sarbu, 1992)
2. Hahnia candida (Simon, 1875
3. Hahnia difficilis (Harm, 1966
4. Hahnia montana (Blackwall, 1841)
5. Hahnia nava (Blackwall, 1841)
6. Hahnia ononidum (Simon, 1875)
7. Hahnia picta (Kulczynski, 1897)
8. Hahnia pusilla (C.L.Koch, 1841)

### Dictynidae
- Altella

1. Altella biuncata (Miller, 1949)
2. Archaeodictyna ammophila (Menge, 1871)
3. Archaeodictyna consecuta (0.P.-Cambridge, 1872)

- Argenna

1. Argenna patula (Simon, 1875)
2. Argenna subnigra (0.P.-Cambridge, 1861)

- Brommella

1. Brommella falcigera (Balogh, 1935)

- Cicurina

1. Cicurina cicur (Fabricius, 1793)

- Devade

1. Devade indistincta (0.P.-Cambridge, 1872)

- Dictyna

1. Dictyna annulata (Kulczynski, 1895)
2. Dictyna arundinacea (Linnaeus, 1758)
3. Dictyna civica (Lucas, 1849)
4. Dictyna latens (Fabricius, 1775)
5. Dictyna major (Menge, 1869)
6. Dictyna pusilla (Thorell, 1856)
7. Dictyna uncinata (Thorell, 1856)
8. Dictyna vicina (Simon, 1873)

- Emblyna

1. Emblyna brevidens (Kulczynski, 1897)
2. Emblyna mitis (Thorell, 1875)

- Lathys

1. Lathys humilis (Blackwall, 1855)
2. Lathys puta (0.P.-Cambridge, 1863)

- Marilynia

1. Marilynia bicolor (Simon, 1870)

- Mastigusa

1. Mastigusa arietina (Thorell, 1871)
2. Mastigusa macrophthalma (Kulczynski, 1897)

- Nigma

1. Nigma flavescens (Walckenaer, 1825)
2. Nigma puella (Simon, 1870)
3. Nigma walckenaeri (Roewer, 1951)

### Amaurobiidae
- Amaurobius

1. Amaurobius erberi (Keyserling, 1863)
2. Amaurobius fenestralis (Stroem, 1768)
3. Amaurobius ferox (Walckenaer, 1825)
4. Amaurobius jugorum (L.Koch, 1868)
5. Amaurobius obustus (L.Koch, 1868)
6. Amaurobiuspallidus (L. Koch, 1868)
7. Amaurobius similis (Blackwall, 1861)

- Callobius

1. Callobius claustrarius (Hahn, 1831)

- Coelotes

1. Coelotes atropos (Walckenaer, 1830)
2. Coelotes falciger (Kulczynski, 1897)
3. Coelotes inermis (L.Koch, 1855)
4. Coelotes karlinskii (Kulczynski, 1906)
5. Coelotes longispina (Kulczynski, 1897)
6. Coelotes solitarius (L.Koch, 1868)
7. Coelotes terrestris (Wider, 1834)

### Titanoecidae
- Nurscia

1. Nurscia albornaculata (Lucas, 1846)

- Titanoeca

1. Titanoeca quadriguttata (Hahn, 1831)
2. Titanoeca schineri (L. Koch, 1872)
3. Titanoeca tristis (L.Koch, 1872)
4. Titanoeca veteranica (Herman, 1879)

### Anyphaenidae
- Anyphaena

1. Anyphaena accentuata (Walckenaer, 1802)
2. Anyphaena pontica (Weiss, 1988)

### Liocranidae
- Agraecina

1. Agraecina cristiani (Georgescu, 1989)
2. Agraecina striata (Kulczynski, 1882)

- Agroeca

1. Agroeca brunnea (Blackwall, 1833)
2. Agroeca cuprea (Menge, 1873)
3. Agroeca dentigera (Kulczynski, 1913)
4. Agroeca lusatica (L. Koch, 1875)
5. Agroeca proxima (0.P.-Cambridge, 1870)

- Apostenus

1. Apostenus fuscus (Westring, 1851)

- Liocranum

1. Liocranum rupicola (Walckenaer, 1830)
2. Liocranum rutilans (Thorell, 1875)

- Liophrurillus

1. Liophrurillus flavitarsis (Lucas, 1846)

- Phrurolithus

1. Phrurolithus festivus (C.L.Koch, 1835)
2. Phrurolithus minimus (C.L.Koch, 1839)
3. Phrurolithus nigrinus (Simon, 1878)
4. Phrurolithus piillatus (Kulczynski, 1897)
5. Phrurolithus szilyi (Herman, 1879)

- Scotina

1. Scotina palliardi (L.Koch, 1881)

### Miturgidae
- Cheiracanthium

1. Cheiracanthium angulitarse (Simon, 1878)
2. Cheiracanthium campestre (Lohmander, 1944)
3. Cheiracanthium effosum (Herman, 1879)
4. Cheiracanthiurn elegans (Thorell, 1875)
5. Cheiracanthium erraticum (Walckenaer, 1802)
6. Cheiracanthium ienisteai (Sterghiu, 1985)
7. Cheiracanthium margaritae (Sterghiu, 1986)
8. Cheiracanthium mildei (L.Koch, 1864)
9. Cheiracanthium montaitum (L.Koch, 1878)
10. Cheiracanthium oncognathum (Thorell, 1871)
11. Cheiracanthium pelasgicum (C.L. Koch, 1837)
12. Cheiracanthium pennatum (Simon, 1878)
13. Cheiracanfhiurn pennyi (0.P.-Cambridge, 1873)
14. Cheiracanthium punctorium (Villers, 1789)
15. Cheiracanthium rupestre (Herman, 1879)
16. Cheiracanthium virescens (Sundevall, 1833)

### Clubionidae
- Clubiona

1. Clubiona alpicola (Kulczynski, 1882)
2. Clubiotta brevipes (Blackwall, 1841)
3. Clubiona caerulescens (L.Koch, 1867)
4. Clubiona comta (C.L.Koch, 1839)
5. Clubiona corticalis (Walckenaer, 1802)
6. Clubiona diversa (0.P.-Cambridge, 1862)
7. Clubiona frutetorum (L.Koch, 1867)
8. Clubiona genevensis (L.Koch, 1867)
9. Clubiona germanica (Thorell, 1872)
10. Clubiona hilaris (Simon, 1878)
11. Clubiona juvenis (Simon, 1878)
12. Clubiona kulczynskii (Lessert, 1905)
13. Clubiona lutescens (Westring, 1851)
14. Clubiona marmorata (L. Koch, 1866)
15. Clubiona neglecta (0.P.-Cambridge, 1862)
16. Clubiona pallidula (Clerck, 1757)
17. Clubiona phragmitis (C.L.Koch, 1843)
18. Clubiona pseudoneglecta (Wunderlich, 1994)
19. Clubiona reclusa (0.P.-Cambridge, 1863)
20. Clubiona rosserae (Locket, 1953)
21. Clubiona saltuum (Kulczynski, 1898)
22. Clubiona saxatilis (L. Koch, 1866)
23. Clubiona similis (L.Koch, 1867)
24. Clubiona stagnatilis (Kulczynski, 1897)
25. Clubiona subsultans (Thorell, 1875)
26. Clubiona subtilis (L.Koch, 1867)
27. Clubiona terrestris (Westring, 1862)
28. Clubiona trivialis (C.L.Koch, 1841)
29. Clubiona vegeta (L. Koch, 1874)

### Corinnidae
- Ceto

1. Ceto laticeps (Canestrini, 1868)

- Trachelas

1. Trachelas minor (0.P.- Cambridge, 1872)

### Zodariidae
- Zodarion

1. Zodarion aculeatum (Kulczynski, 1897)
2. Zodarion aurorae (Weiss, 1982)
3. Zodarion germanicum (C.L.Koch, 1837)
4. Zodarion geticum (Weiss, 1987)

### Gnaphosidae
- Aphantaulax

1. Aphantaulax cincta (L. Koch, 1866)
2. Aphantaulax seminigra (Simon, 1878)

- Berlaridina

1. Berlaridina cinerea (Menge, 1872)

- Callilepis

1. Callilepis nocturna (Linnaeus, 1758)
2. Callilepis schuszteri (Herman, 1879)

- Cryptodrassus

1. Cryptodrassus hungaricus (Balogh, 1935)

- Drassodes

1. Drassodes hypocrita (Simon, 1878)
2. Drassodes lapidosus (Walckenaer, 1802)
3. Drassodes placidulus (Simon, 1914)
4. Drassodes pubescens (Thorell, 1856)
5. Drassodes striatus (L. Koch, 1866)
6. Drassodes villosus (Thorel I, 1856)

- Drassyllus

1. Drassyllus lutetianus (L.Koch, 1866)
2. Drassyllus praeficus (L.Koch, 1866)
3. Drassyllus pumilus (C.L.Koch, 1839)
4. Drassyllus pusillus (C.L.Koch, 1833)
5. Drassyllus villicus (Thorell, 1875)

- Echenlus

1. Echenlus angustifrons (Westring, 1862)

- Gnaphosa

1. Gnaphosa bicolor (Hahn, 1831)
2. Gnaphosa dolosa (Herman, 1879)
3. Gnaphosa fallax (Herman, 1879)
4. Gnaphosa leporina (L.Koch, 1866)
5. Gnaphosa lucifuga (Walckenaer, 1802)
6. Gnaphosa lugubris (C.L.Koch, 1839)
7. Gnaphosa modestior (Kulczynski, 1897)
8. Gnaphosa moesfa (Thorell, 1875)  (?)
9. Gnaphosa molesta (Herman, 1879)
10. Gnaphosa mongolica (Simon, 1895)
11. Gnaphosa montana (L.Koch, 1866)
12. Gnaphosa muscorum (L.Koch, 1866)
13. Gnaphosa opaca (Herman, 1879)
14. Gnaphosa petrobia (L.Koch, 1872)
15. Gnaphosa rhenana (Muller & Schenkel, 1895)

- Haplodrassus

1. Haplodrassus cognatus  (Westring, 1862)
2. Haplodrassus dalmatensis (L.Koch, 1866)
3. Haplodrassus kulczynskii (Lohmander, 1942)
4. Haplodrassus minor (0.P.-Cambridge, 1879)
5. Haplodrassus severus (C.L. Koch, 1839) (?)
6. Haplodrassus signifer (C.L.Koch, 1839)
7. Haplodrassus silvestris (Blackwall, 1833)
8. Haplodrassus umbratilis (L.Koch, 1866)

- Micaria

1. Micaria albimana (0.P.-Cambridge, 1872)
2. Micaria dives (Lucas, 1846)
3. Micaria formicaria (Sundevall, 1831)
4. Micaria fulgens (Walckenaer, 1802)
5. Micaria guttulata (C.L.Koch, 1839)
6. Micaria lenzi (Bosenberg, 1899) (?)
7. Micaria nivosa (L.Koch, 1 866)
8. Micaria pulicaria (Sundevall, 1831)
9. Micaria romana (L.Koch, 1866)
10. Micaria rossica (Thorell, 1875)
11. Micaria silesiaca (L.Koch, 1875)
12. Micaria simplex (Bosenberg, 1902) (?)
13. Micaria sociabilis (Kulczynski, 1897)
14. Micaria subopaca (Westring, 1862)

- Nomisia

1. Nomisia aussereri (L.Koch, 1872)
2. Nomisia exornata (C.L.Koch, 1839)

- Parasyrisca

1. Parasyrisca vinosa (Simon, 1878) (?)

- Phaeocedus

1. Phaeocedus braccatus (L.Koch, 1866) (?)

- Poecilochroa

1. Poecilochroa conspicua (L.Koch, 1866)
2. Poecilochroa variana (C.L.Koch, 1839)

- Scotophaeus

1. Scotophaeus blackwalli (Thorell, 1871)
2. Scotophaeus quadripunctatus (Linnaeus, 1758)
3. Scotophaeus scutulatus (L.Koch, 1866)
4. Scotophaeus validus (Lucas, 1846)
5. Sosticus
6. Sosticus loricatus (L.Koch, 1866)

- Trachyzelotes

1. Trachyzelotes barbatus (L.Koch, 1866)
2. Trachyzelotes pedestris (C.L.Koch, 1837)
3. Urozelotes
4. Urozelotes rusticus (L.Koch, 1872)

- Zelotes

1. Zelotes apricorum (L.Koch, 1876)
2. Zelotes atrocaeruleus (Simon, 1878)
3. Zelotes auranticaus (Miller, 1967)
4. Zelotes caucasius (L.Koch, 1866)
5. Zelotes clivicola (L.Koch, 1870)
6. Zelotes declinans (Kulczynski, 1897)
7. Zelotes electus (C.L.Koch, 1839)
8. Zelotes erebeus (Thorell, 1870)
9. Zelotes exiguus (Muller & Schenkel, 1895)
10. Zelotes fernellus (L.Koch, 1866)
11. Zelotes fulvopilosus (Simon, 1878)
12. Zelotes gracilis (Canestrini, 1868)
13. Zelotes hermani (Chyzer, 1897)
14. Zelotes latreillei (Simon, 1878)
15. Zelotes longipes (L.Koch, 1866)
16. Zelotes mundus (Kulczynski, 1897)
17. Zelotes mutabilis (Simon, 1878)
18. Zelotes oblongus (C.L.Koch, 1839)
19. Zelotes petrensis (C.L.Koch, 1839)
20. Zelotes pygmaeus (Miller, 1943)
21. Zelotes similis (Kulczynski, 1887)
22. Zelotes subterraneus (C.L.Koch, 1833)

### Zoridae
- Zora

1. Zora armillata (Simon, 1878)
2. Zora nemoralis (Blackwall, 1861)
3. Zora pardalis (Simon, 1878)
4. Zora silvestris (Kulczynski, 1897)
5. Zora spinimann (Sundevall, 1833)

### Sparassidae
- Micrommata

1. Micrommata ligurina (C.L. Koch, 1845) (?)
2. Micrommata virescens (Clerck, 1757)

### Philodromidae
- Philodromus

1. Philodromus aureolus (Clerck, 1757)
2. Philodromus buxi (Simon, 1884)
3. Philodromus cespitum (Walckenaer, 1802)
4. Philodromus cespitum rufolimbatus (Kulczynski, 1891) (?)
5. Philodromus collinus (C.L.Koch, 1835)
6. Philodromus dispar (Walckenaer, 1825)
7. Philodromus emarginatus (Schrank, 1803)
8. Philodromus fallax (Sundevall, 1833)
9. Philodromus fuscomarginatus (De Geer, 1778)
10. Philodromus histrio (Latreille, 1819)
11. Philodromus lepidus (Blackwall, 1870)
12. Philodromus longipalpis (Simon, 1870)
13. Philodromus margaritatus (Clerck, 1757)
14. Philodromus poecilus (Thorel I, 1872)
15. Philodromus praedattrs (0.P.-Cambridge, 1871) (?)
16. Philodromus rufus (Walckenaer, 1825)
17. Philodromtls vagulus (Simon, 1875)

- Thanatus

1. Thanatus arenarius (L.Koch, 1872)
2. Thanatus atratus (Simon, 1875)
3. Thanatus coloradensis (Keyserling, 1880)
4. Thanatus formicinus (Clerck, 1757)
5. Thanatus lineatipes (Simon, 1870)
6. Thanatus pictus (L. Koch, 1881)
7. Thanatus sabtilosus (Menge, 1874)
8. Thanatus striatus (C.L.Koch, 1845)
9. Thanatus vulgaris (Simon, 1874)

- Tibellus

1. Tibellus macellus (Simon, 1875)
2. Tibellus maritimus (Menge, 1875)
3. Tibellus oblongus (Walckenaer, 1802)

### Thomisidae
- Diaea

1. Diaea dorsata (Fabricius, 1777)

- Heriaeus

1. Heriaeus graminicola (Doleschall, 1852)
2. Heriaeus hirtus (Laterille, 1819)
3. Heriaeus mellottei (Simon, 1886)
4. Heriaeus setiger (0.P.-Cambridge, 1872) (?)

- Misumena

1. Misumena vatia (Clerck, 1757)

- Misumenops

1. Misumenops tricuspidatus (Fabricius, 1775)

- Monaeses

1. Monaeses paradoxus (Lucas, 1846)

- Ozyptila

1. Ozyptila atomaria (Panzer, 1810)
2. Ozyptila blackwalli (Simon, 1875)
3. Ozyptila brevipes (Hahn, 1831)
4. Ozyptila claveata (Walckenaer, 1837)
5. Ozyptila confluens (C.L.Koch, 1845) (?)
6. Ozyptila danubiana (Weiss, 1998)
7. Ozyptila praticola (C.L.Koch, 1837)
8. Ozyptila pullata (Thorell, 1875)
9. Ozyptila rauda (Simon, 1875)
10. Ozyptila scabricula (Westring, 1851)
11. Ozyptila simplex (0.P.-Cambridge, 1862)
12. Ozyptila trux (Blackwall, 1846)

- Pistius

1. Pistius truncatus (Pallas, 1772)

- Runcinia

1. Runcinia grammica (C.L.Koch, 1837)

- Synema'

1. Synema globosum (Fabricius, 1775)
2. Synema plorator (0.P.-Cambridge, 1872) (?)

- Thomisus

1. Thomisus onustus Walckenaer, 1806)

- Tmarus

1. Tmarus piger (Walckenaer, 1802)
2. Tmarus stellio (Simon, 1875)

- Xysticus

1. Xysticus acerbus (Thorell, 1872)
2. Xysticus albomaculatus (Kulczynski, 1891)
3. Xysticus audax (Schrank, 1803)
4. Xysticus bifasciatus (C.L.Koch, 1837)
5. Xysticus cor (Canestrini, 1873)
6. Xysticus cristatus (Clerck, 1757)
7. Xysticus desiduosus (Simon, 1875)
8. Xysticus embriki (Kolosvary, 1935)
9. Xysticus erraticus (Blackwall, 1834)
10. Xysticusferrugineus (Menge, 1876)
11. Xysticus gallicus (Simon, 1875)
12. Xysticus kempeleni (Thorell, 1872)
13. Xysticus kochi (Thorell, 1872)
14. Xysticus laetus (Thorell, 1875)
15. Xysticus lanio (C.L.Koch, 1824)
16. Xysticus lirteatus (Westring, 1851)
17. Xysticus luctator (L. Koch, 1870)
18. Xysticus luctuosus (Blackwall, 1836)
19. Xysticus ninnii (Thorell, 1872)
20. Xysticus paniscus (L. Koch, 1875) (?)
21. Xysticus robustus (Hahn, 1832)
22. Xysticus sabulosus (Hahn, 1832)
23. Xysticus striatipes (L.Koch, 1870)
24. Xysticus ulmi (Hahn, 1832)
25. Xysticus viduus (Kulczynski, 1898) (?)

### Salticidae
- Aelurillus

1. Aelurillus m-nigrum (Kulczynski, 1891)
2. Aelurillus v-insignitus (Clerck, 1757)

- Ballus

1. Ballus chalybeius (Walckenaer, 1802)

- Bianor

1. Bianor aurocinctus (Ohlert, 1865)

- Carrhotus

1. Carrhotus xanthogramma (Latreille, 1819)

- Chalcoscirtus

1. Chalcoscirtus infimus (Simon, 1868)
2. Chalcoscirtus nigritus (Thorell, 1875)

- Cyrba

1. Cyrba algerina (Lucas, 1846)

- Dendryphantes

1. Dendryphantes hastatus (Clerck, 1758)
2. Dendryphantes rudis (Sundevall, 1833)

- Euophrys

1. Euophrys erratica (Walckenaer, 1825)
2. Euophrys frontalis (Walckenaer, 1802)
3. Euophrys obsoleta (Simon, 1868)
4. Euophrys petrensis (C.L.Koch, 1837) (?)
5. Euophrys rufibarbis (Simon, 1868)
6. Euophrys vafra (Blackwall, 1867)

- Evarcha

1. Evarcha arcuata (Clerck, 1757)
2. Evarcha falcata (Clerck, 1757)
3. Evarcha jucunda (Lucas, 1846)
4. Evarcha laetabunda (C.L.Koch, 1848)

- Heliophanus

1. Heliophanus aeneus (Hahn, 1831)
2. Heliophanus atiratus (C.L.Koch, 1835)
3. Heliophanus cupreus (Walckenaer, 1802)
4. Heliophanus dubius (C.L.Koch, 1848)
5. Heliophanus exultans (L. Koch, 1868) (?)
6. Heliophanus flavipes (Hahn, 1832)
7. Heliophanus kochi (Simon, 1868)
8. Heliophanus lineiventris (Simon, 1868)
9. Heliophanus melirius (L.Koch, 1867)
10. Heliophanus patagiatus (Thorell, 1875)
11. Heliophanus simplex (Simon, 1868)
12. Heliophanus tribulosus (Simon, 1868)
13. Heliophanus varians (Simon, 1868)

- Icius

1. Icius hamatus (C.L. Koch, 1846)

- Leptorchestes

1. Leptorchestes berolinensis (C.L.Koch,  1846)

- Macaroeris

1. Macaroeris nidicolens (Walckenaer, 1802)

- Marpissa

1. Marpissa muscosa (Clerck, 1757)
2. Marpissa nivoyi (Lucas, 1846)
3. Marpissa pomatia (Walckenaer, 1802)
4. Marpissa radiata (Grube, 1859)

- Menemerus

1. Menemerus semilimbatus (Hahn, 1829)
2. Menemerus taeniatus (L. Koch, 1867)

- Mithion

1. Mithion canestrini (Ninni, 1868)

- Myrmarachne

1. Myrmarachne formicaria (De Geer, 1778)

- Neon

1. Neon levis (Simon, 1871)
2. Neon reticulatus (Blackwall, 1853)
3. Neon valentulus Falconer, 1912)

- Pellenes

1. Pellenes nigrociliatus (L.Koch, 1875)
2. Pellenes tripunctatus (Walckenaer, 1802)
3. Philaeus chrysops (Poda, 1761)

- Phintella

1. Phintella castriesiana (Grube, 1861)

- Phlegra

1. Phlegra bresnieri (Lucas, 1846)
2. Phlegra fasciata (Hahn, 1826)
3. Phlegra festiva (C.L.Koch, 1834)
4. Phlegra fuscipes (Kulczynski, 1891)

- Pseudicius

1. Pseudicius encarpatus (Walckenaer, 1803)
2. Pseudicius epiblemoides (Chyzer, 1891)
3. Pseudicius picaceus (Simon, 1868)

- Salticus

1. Salticus cingulatus (Panzer, 1797)
2. Salticus mutabilis (Lucas, 1846)
3. Salticus scenicus (Clerck, 1757)
4. Salticus zebraneus (C.L.Koch, 1837)

- Sitticus

1. Sitticus caricis (Westring, 1861)
2. Sitticus distinguendus (Simon, 1868)
3. Sitticus dzieduszyckii (L. Koch, 1870)
4. Sitticus floricola (C.L.Koch, 1837)
5. Sitticus penicillatus (Simon, 1875)
6. Sitticus pubescens (Fabricius, 1775)
7. Sitticus rupicola (C.L.Koch, 1837)
8. Sirticus saltator (0.P.-Cambridge, 1868)
9. Sitticus saxicola (C.L.Koch, 1848)
10. Sitticus terebratus (Clerck, 1757)
11. Sitticus zimmermanni (Simon, 1877)

- Synageles

1. Synageles dalmatensis (Keyserling, 1863)
2. Synageles hilarulus (C.L.Koch, 1846)
3. Synageles venator (Lucas, 1836)

- Talavera

1. Talavera aequipes (0.P.-Cambridge, 1871)
2. Talavera aperta (Miller, 1971)
3. Talavera milleri (Brignoli, 1983)
4. Talavera thorelli (Kulczynski, 1891)

- Yllenus

1. Yllenus horvathi (Chyzer, 1891)
2. Yllenus validus (Simon, 1889)
3. Yllenus vittatus (Thorell, 1885)